# Andrea Belotti
Andrea Belotti (Calcinate, 20 dicembre 1993) è un calciatore italiano, attaccante del Como. Con la nazionale italiana è stato campione d'Europa nel 2021.

## Biografia
Viene soprannominato «Il Gallo», aneddoto originato dal cognome di un suo amico d'infanzia, che gli suggerì di esultare dopo ogni gol mimando una cresta con la mano.
Il 15 giugno 2017 ha sposato Giorgia Duro, conosciuta durante il suo biennio (dal 2013 al 2015) da calciatore nel Palermo, dalla quale ha avuto due figlie, di nome Vittoria e Benedetta.
È di fede cattolica.

## Caratteristiche tecniche
(Hernán Crespo)
Inizia la carriera alternandosi tra la mediana e la fascia, salvo poi adattarsi a prima punta sotto la guida di Alessio Pala nella Primavera dell'AlbinoLeffe. Paragonato a Gianluca Vialli ad inizio carriera, è un talentuoso centravanti, in possesso di un tiro potente con entrambi i piedi e abile nel gioco aereo. Spicca per accelerazione, intelligenza tattica, spirito di sacrificio e fiuto del gol. È inoltre dotato di senso acrobatico, tanto da aver segnato alcuni gol in rovesciata.

## Carriera

### Club

#### Gli inizi, AlbinoLeffe
Dopo aver mosso i primi passi all'oratorio di Gorlago e nella Grumellese, sostiene un provino con l'Atalanta, ma senza successo, così firma con l'AlbinoLeffe, in cui cresce nel settore giovanile, fino a diventare capitano della squadra Primavera.
Nella stagione 2011-2012 viene aggregato alla prima squadra, militante in Serie B. Esordisce tra i professionisti il 10 marzo 2012, a 18 anni, entrando nel secondo tempo della partita Livorno-Albinoleffe (4-1), nella quale realizza anche il suo primo gol in carriera. In quest'annata, che termina con la retrocessione dell'Albinoleffe come ultima in classifica, complessivamente ottiene 8 presenze e realizza 2 reti.
Nella stagione successiva è titolare e disputa 31 partite in Lega Pro Prima Divisione, nelle quali segna 12 marcature. A fine anno è il calciatore della squadra con più presenze e con più goal stagionali.

#### Palermo
Il 2 settembre 2013, dopo avere esordito con l'AlbinoLeffe al suo primo impegno ufficiale della stagione, ossia il primo turno preliminare di Coppa Italia il precedente 4 agosto, passa in prestito oneroso per 500.000 euro, con diritto di riscatto della metà del cartellino fissato a 2,5 milioni di euro, al Palermo, in Serie B. Esordisce con i rosanero il 24 settembre, contro il Bari, sostituendo Davide Di Gennaro al 29' della ripresa. Mette a segno la sua prima rete con i siciliani il 5 ottobre, contro il Brescia. Il 3 maggio 2014, dopo la vittoria contro il Novara per 1-0 in trasferta, ottiene la promozione in Serie A (con annessa vittoria del torneo cadetto) con cinque giornate di anticipo. Chiude la stagione con 10 gol realizzati in campionato. Il successivo 18 giugno, il Palermo esercita il diritto di riscatto sulla metà del cartellino del giocatore, ottenendo un'opzione per il riscatto dell'altra metà a 3,5 milioni di euro.
Esordisce in Serie A il 31 agosto 2014, a 20 anni, entrando al 76' di Palermo-Sampdoria (1-1) della prima giornata di campionato, al posto di Paulo Dybala. Il 12 settembre seguente il cartellino del giocatore viene interamente riscattato dal Palermo. Il 24 settembre, in Napoli-Palermo (3-3) della quarta giornata, gioca per la prima volta da titolare in massima serie, trovando anche le sue prime due reti in carriera in Serie A. Il 13 dicembre entra all'88' di Palermo-Sassuolo e nel tempo di recupero segna il gol del definitivo 2-1, regalando la vittoria e contribuendo al raggiungimento del settimo risultato utile consecutivo dei siciliani (che eguaglia così il record della stagione 2009-2010, che poi sarà superato). Viene utilizzato in tutte le 38 partite del campionato, soprattutto a partita in corso, nelle quali realizza 6 gol.

#### Torino

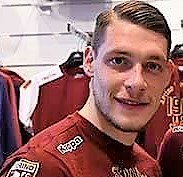
Belotti al Torino nel 2017

Inizialmente confermato nella rosa dei siciliani, il 17 agosto 2015 Belotti viene acquistato a titolo definitivo dal Torino. Va per la prima volta a segno con i granata il 28 novembre seguente, nella gara di Serie A contro il Bologna (2-0); il 17 gennaio 2016 è invece la volta della sua prima doppietta con il Toro, con cui decide la partita di campionato contro il Frosinone (4-2), trovando la via del gol con una certa regolarità a partire da quest'ultima prestazione fino al termine della stagione.
Il 28 agosto 2016 realizza la sua prima tripletta nella massima serie, nuovamente contro il Bologna (5-1). Mette a referto un'altra tripletta il 5 marzo 2017, contro il Palermo, sua ex squadra, in appena sette minuti di gioco (3-1); si tratta inoltre della prima partita disputata da Belotti quale capitano designato del Torino. Conclude l'annata con un bottino di 26 gol in 35 partite (cui si aggiungono 2 reti in 3 presenze in Coppa Italia), che gli valgono il terzo posto nella classifica cannonieri (primo italiano).
Nell'estate 2017 il centravanti è nominato capitano in pianta stabile dei piemontesi. Tuttavia, la sua stagione è condizionata da alcuni guai fisici e Belotti non ripete l'exploit dell'annata precedente, realizzando 10 reti in 32 partite di campionato.
Di maggiore impatto sono invece le 15 reti messe a segno nel 2018-2019 che, grazie al 7º posto in classifica, contribuiscono a riportare il Torino in UEFA Europa League, a cinque anni dall'ultima partecipazione dei granata a una competizione confederale per club.
Il 25 luglio 2019 Belotti fa il suo debutto nelle competizioni confederali, in occasione della partita del secondo turno preliminare di Europa League, contro il Debrecen (3-0), bagnando l'esordio con una rete su calcio di rigore. Va a segno anche nelle due sfide degli spareggi contro il Wolverhampton, subendo però l'eliminazione da parte degli inglesi. Segna con regolarità nel corso della stagione e già il 23 giugno 2020 raggiunge per la quinta annata consecutiva la doppia cifra di marcature in Serie A. Il 13 luglio 2020 va a segno nella sconfitta contro l'Inter (1-3), diventando il terzo giocatore nella storia del Torino a realizzare almeno 15 gol per due stagioni consecutive con i piemontesi, dopo Paolo Pulici e Francesco Graziani.
Il 12 dicembre 2020, in occasione della sfida di campionato persa contro l'Udinese (2-3), Belotti realizza il suo centesimo centro in assoluto in granata, agganciando Adolfo Baloncieri come ottavo miglior marcatore di sempre dei piemontesi, scalzandolo cinque giorni più tardi grazie alla rete siglata nella sconfitta contro la Roma (3-1). Anche nel 2020-2021 raggiunge la doppia cifra di reti in Serie A, ad un'annata consecutiva in meno dal primato di Paolo Pulici (7 stagioni consecutive).
Nella stagione 2021-2022 il suo rendimento è condizionato dagli infortuni. Ciò nonostante, il 30 ottobre 2021, con un gol contro la Sampdoria (3-0), raggiunge il traguardo delle cento reti in Serie A, il terzo calciatore più giovane a riuscirvi dopo Alberto Gilardino e Roberto Baggio. Il 1º maggio sigla una tripletta contro l'Empoli (1-3), regalando al Torino la sua prima vittoria di sempre in casa dei toscani; le tre marcature lo portano anche a quota 100 gol in Serie A solo con il Torino, diventando, in questa occasione, il secondo miglior marcatore di sempre nella storia del Toro nella massima divisione a girone unico. Scavalcato Graziani a 98 reti, meglio di lui ha fatto solo Paolo Pulici, fermo a quota 134 reti. Inoltre, nella stessa occasione, il centravanti diventa il quinto giocatore ad aver mai segnato tre reti da subentrato nella stessa partita, unendosi così al gruppo di primatisti già composto da Pietro Anastasi, Kevin-Prince Boateng, Josip Iličić e Andreas Cornelius. Termina la stagione con sole 22 presenze in campionato e 8 reti.
Durante l'estate successiva Belotti resta svincolato, stante la sua decisione di non rinnovare il proprio contratto con i granata, così conclude la sua esperienza con il Toro con un totale di 113 reti in 252 presenze, che lo rendono l'ottavo miglior marcatore nella storia del club in tutte le competizioni.

#### Roma e prestito alla Fiorentina
Il 28 agosto 2022, Belotti sigla un accordo annuale, con opzione di prolungamento, con la Roma. Debutta con i capitolini due giorni più tardi, rilevando Tammy Abraham nella sfida di Serie A vinta contro il Monza (3-0). Il 15 settembre seguente, invece, segna la sua prima rete in giallorosso, firmando la rete del definitivo 3-0 ai finlandesi dell'HJK, nella seconda gara della fase a gironi di UEFA Europa League. Il 23 febbraio 2023, segna una delle reti che consentono alla Roma di superare per 2-0 il Salisburgo nella gara di ritorno dei play-off della fase a eliminazione diretta di Europa League, guadagnando così la qualificazione per gli ottavi di finale. il 31 maggio subentra nel secondo tempo della finale di Europa League contro il Siviglia, persa ai rigori. La sua prima stagione alla Roma risulta negativa, in quanto non realizza nessun gol in campionato in 31 presenze. A fine stagione, tuttavia, il suo contratto con la società capitolina viene esteso fino al 2025.
Il 20 agosto 2023, Belotti segna i suoi primi gol con la Roma in Serie A, realizzando una doppietta nella prima partita di campionato contro la Salernitana (2-2): in questo modo, ritrova il gol nella massima serie dopo 34 partite.
Il 31 gennaio 2024 si trasferisce in prestito alla Fiorentina. Scende in campo per la prima volta con la maglia dei gigliati il 2 febbraio, nella sconfitta esterna per 3-2 contro il Lecce. L'11 febbraio esordisce da titolare nella vittoria casalinga per 5-1 contro il Frosinone, segnando anche il suo primo gol in maglia viola. Il 2 maggio segna la sua prima rete in Conference League, valida per il momentaneo 2-1, nel successo per 3-2 contro i belgi del Bruges nell'andata delle semifinali; Belotti gioca poi da titolare la finale persa ai supplementari contro l’Olympiakos. Segna la sua prima e unica doppietta con la Fiorentina il 2 giugno, nel recupero dell'incontro vinto con l’Atalanta per 2-3. Lascia ufficialmente la Fiorentina al termine della stagione 2023-2024, alla scadenza del prestito.

#### Como e prestito al Benfica
Il 25 giugno 2024, viene annunciato l'ingaggio a titolo definitivo di Belotti da parte del Como, neo-promosso in Serie A, per una cifra stimata di quattro milioni di euro, più uno di bonus; il giocatore ha firmato un accordo biennale con il club lariano, valido a partire dal 1º luglio seguente. Debutta con il Como l'11 agosto seguente, nell'incontro di Coppa Italia contro la Sampdoria, perso ai rigori. Fa il suo esordio con i lariani in Serie A, invece, il 19 agosto 2024, in occasione del match contro la Juventus, perso 3-0. Il 29 settembre segna la sua prima rete nel successo casalingo contro l'Hellas Verona per 3-2.
Il 3 febbraio 2025, ultimo giorno della finestra di mercato invernale, viene ceduto in prestito semestrale al Benfica, nella massima serie portoghese, trasferendosi per la prima volta in carriera in una squadra estera. Esordisce con le Aquile  l'8 febbraio successivo nella vittoria casalinga contro il Moreirense per 3-2, subentrando a Kerem Aktürkoğlu, mentre quattro giorni dopo gioca la sua prima partita della carriera in UEFA Champions League, nella trasferta vinta per 1-0 in casa del Monaco nell'andata dei playoff, subentrando all'autore del gol Vaggelīs Paulidīs. Il 22 febbraio trova la sua prima rete con le Aquile nell successo per 3-0 contro il Boavista, in cui segna il primo gol.

### Nazionale

#### Nazionali giovanili
Ha totalizzato 6 presenze con l'Under-19 (con 2 gol) e 9 presenze con l'Under-20 (con 4 reti all'attivo).
Convocato dal neo CT Luigi Di Biagio, esordisce in nazionale Under-21 il 14 agosto 2013, realizzando anche il suo primo gol nell'amichevole vinta per 4-1 in trasferta contro la Slovacchia. Schierato come centravanti titolare, è protagonista nelle qualificazioni all'Europeo Under-21, nelle quali realizza 6 reti. Il 5 settembre 2014 segna la sua prima doppietta con gli Azzurrini, nella partita di qualificazione vinta per 3-2 in casa contro la Serbia. Prende parte all'Europeo Under-21 2015 in Repubblica Ceca, segnando un gol nella terza partita del girone, vinta 3-1 contro l'Inghilterra, ma l'Italia non riesce a superare la fase a gironi.

#### Nazionale maggiore

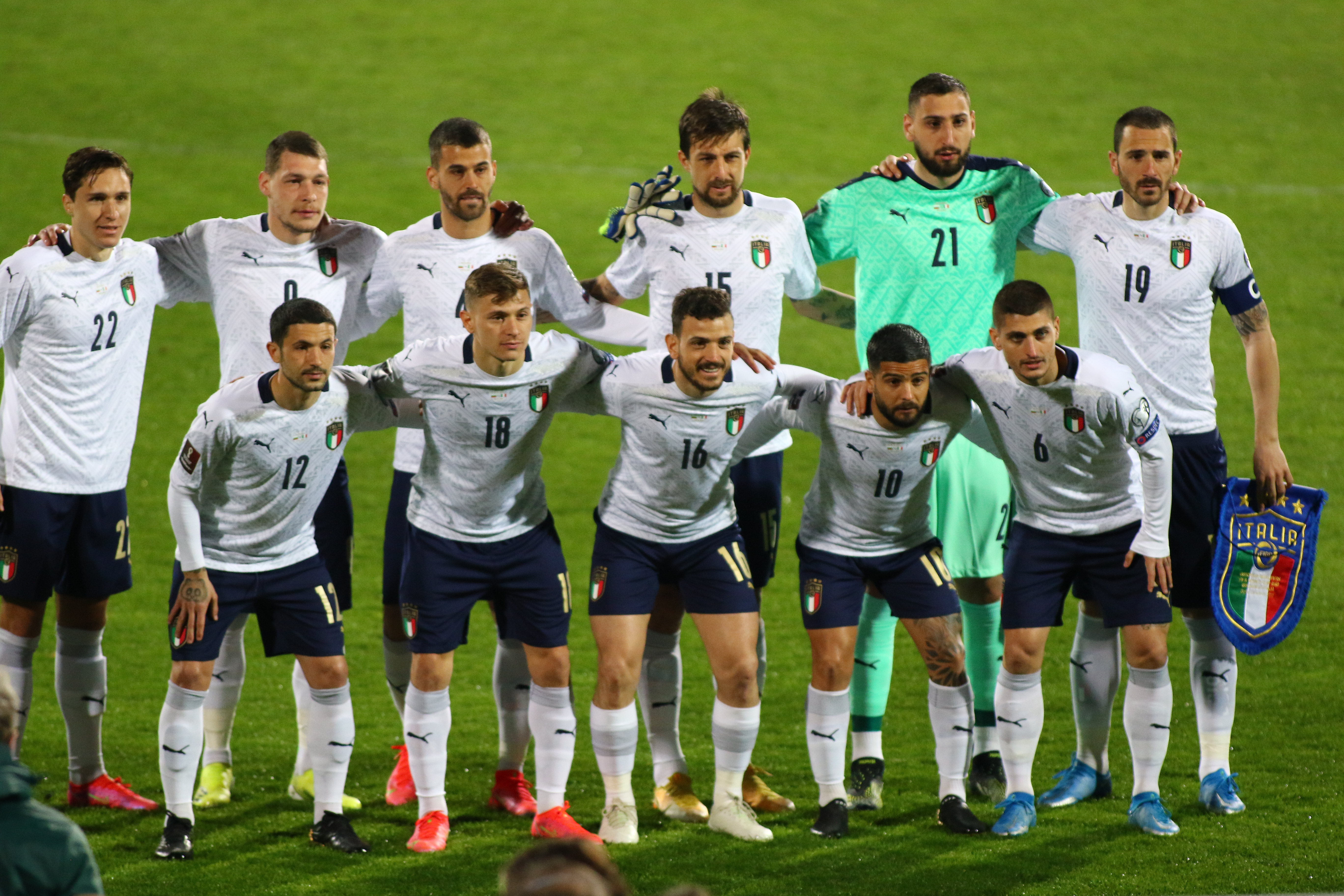
Belotti (in piedi, secondo da sinistra) in nazionale nel 2021

Convocato per la prima volta in nazionale dal neo CT Gian Piero Ventura, che già lo aveva allenato al Torino, esordisce il 1º settembre 2016, a 22 anni, entrando al posto di Éder nel secondo tempo della partita amichevole persa 3-1 contro la Francia allo Stadio San Nicola di Bari. Il 9 ottobre 2016, alla sua prima partita da titolare, segna il suo primo gol in nazionale nella gara di qualificazione al Mondiale 2018, vinta per 3-2 contro la Macedonia del Nord a Skopje. Si ripete il 12 novembre a Vaduz nella vittoriosa trasferta contro il Liechtenstein (4-0), nella quale realizza la sua prima doppietta con la maglia azzurra, servendo anche un assist a Ciro Immobile.
L'11 giugno 2017 va a segno contro il Liechtenstein nella gara di qualificazione terminata 5-0 per l'Italia, siglando la centesima rete in nazionale di un calciatore del Torino. Viene impiegato in nove partite delle qualificazioni mondiali, comprese le due partite del play-off contro la Svezia nelle quali l'Italia viene eliminata.
Confermato nel gruppo azzurro dal CT Roberto Mancini, segna un gol nella sua partita di esordio il 28 maggio 2018 contro l'Arabia Saudita e disputa, da subentrato, le prime due partite della neonata UEFA Nations League. Successivamente accantonato per alcune gare, ritrova spazio nelle convocazioni nel giugno 2019. Il 5 settembre dello stesso anno torna al gol nel successo per 3-1 contro l'Armenia, in un incontro valido per le qualificazioni all'Europeo 2020. Il 15 ottobre seguente segna una doppietta nella gara contro il Liechtenstein, tornando a realizzare una doppietta tre anni dopo l'unico precedente, sempre contro lo stesso avversario. Conclude le qualificazioni europee con 4 gol in 7 presenze.
Nella successiva fase a gironi della Nations League ottiene 4 presenze e il 18 novembre 2020 realizza una rete nell'ultimo incontro del girone vinto 2-0 in trasferta contro la Bosnia ed Erzegovina a Sarajevo; questo risultato qualifica l'Italia alla fase finale della competizione e Belotti, al 10º gol in azzurro, ritorna a segnare in nazionale dopo 1 anno.
Nel giugno 2021 viene inserito nella lista dei 26 convocati per l'Europeo. Immobile gli viene preferito come centravanti titolare, ma Belotti scende in campo in sei partite della manifestazione e si rende protagonista nella semifinale contro la Spagna, realizzando il proprio rigore nella serie dei tiri di rigore che permette all'Italia di accedere alla finale. Nella finale dell'11 luglio a Wembley contro l'Inghilterra, prolungatasi nuovamente ai rigori, si laurea campione d'Europa pur sbagliando il proprio tiro dal dischetto, parato dal portiere inglese Pickford.
Il 1º giugno 2022 viene schierato da titolare nella Coppa dei Campioni CONMEBOL-UEFA persa per 3-0 contro l'Argentina, e infine il successivo 7 giugno disputa la sua ultima gara in nazionale contro l'Ungheria prima di uscire dal giro azzurro.

## Statistiche

### Presenze e reti nei club
Statistiche aggiornate al 29 giugno 2025
| Stagione           | Squadra            | Campionato         | Campionato | Campionato | Coppe nazionali | Coppe nazionali | Coppe nazionali | Coppe continentali | Coppe continentali | Coppe continentali | Altre coppe | Altre coppe | Altre coppe | Totale | Totale |
| Stagione           | Squadra            | Comp               | Pres       | Reti       | Comp            | Pres            | Reti            | Comp               | Pres               | Reti               | Comp        | Pres        | Reti        | Pres   | Reti   |
| ------------------ | ------------------ | ------------------ | ---------- | ---------- | --------------- | --------------- | --------------- | ------------------ | ------------------ | ------------------ | ----------- | ----------- | ----------- | ------ | ------ |
| 2011-2012          | AlbinoLeffe        | B                  | 8          | 2          | CI              | 0               | 0               | -                  | -                  | -                  | -           | -           | -           | 8      | 2      |
| 2012-2013          | AlbinoLeffe        | 1D                 | 31         | 12         | CI+CI-LP        | 2+0             | 0               | -                  | -                  | -                  | -           | -           | -           | 33     | 12     |
| ago. 2013          | AlbinoLeffe        | 1D                 | 0          | 0          | CI+CI-LP        | 1+0             | 0               | -                  | -                  | -                  | -           | -           | -           | 1      | 0      |
| Totale Albinoleffe | Totale Albinoleffe | Totale Albinoleffe | 39         | 14         |                 | 3               | 0               |                    | -                  | -                  |             | -           | -           | 42     | 14     |
| ago. 2013-2014     | Palermo            | B                  | 24         | 10         | CI              | 0               | 0               | -                  | -                  | -                  | -           | -           | -           | 24     | 10     |
| 2014-2015          | Palermo            | A                  | 38         | 6          | CI              | 2               | 0               | -                  | -                  | -                  | -           | -           | -           | 40     | 6      |
| ago. 2015          | Palermo            | A                  | 0          | 0          | CI              | 1               | 0               | -                  | -                  | -                  | -           | -           | -           | 1      | 0      |
| Totale Palermo     | Totale Palermo     | Totale Palermo     | 62         | 16         |                 | 3               | 0               |                    | -                  | -                  |             | -           | -           | 65     | 16     |
| ago. 2015-2016     | Torino             | A                  | 35         | 12         | CI              | 1               | 0               | -                  | -                  | -                  | -           | -           | -           | 36     | 12     |
| 2016-2017          | Torino             | A                  | 35         | 26         | CI              | 3               | 2               | -                  | -                  | -                  | -           | -           | -           | 38     | 28     |
| 2017-2018          | Torino             | A                  | 32         | 10         | CI              | 3               | 3               | -                  | -                  | -                  | -           | -           | -           | 35     | 13     |
| 2018-2019          | Torino             | A                  | 37         | 15         | CI              | 2               | 2               | -                  | -                  | -                  | -           | -           | -           | 39     | 17     |
| 2019-2020          | Torino             | A                  | 36         | 16         | CI              | 2               | 0               | UEL                | 6                  | 6                  | -           | -           | -           | 44     | 22     |
| 2020-2021          | Torino             | A                  | 35         | 13         | CI              | 1               | 0               | -                  | -                  | -                  | -           | -           | -           | 36     | 13     |
| 2021-2022          | Torino             | A                  | 22         | 8          | CI              | 1               | 0               | -                  | -                  | -                  | -           | -           | -           | 23     | 8      |
| Totale Torino      | Totale Torino      | Totale Torino      | 232        | 100        |                 | 13              | 7               |                    | 6                  | 6                  |             | -           | -           | 251    | 113    |
| 2022-2023          | Roma               | A                  | 31         | 0          | CI              | 1               | 1               | UEL                | 14                 | 3                  | -           | -           | -           | 46     | 4      |
| 2023-gen. 2024     | Roma               | A                  | 14         | 3          | CI              | 2               | 0               | UEL                | 6                  | 3                  | -           | -           | -           | 22     | 6      |
| Totale Roma        | Totale Roma        | Totale Roma        | 45         | 3          |                 | 3               | 1               |                    | 20                 | 6                  |             | -           | -           | 68     | 10     |
| gen.-giu. 2024     | Fiorentina         | A                  | 15         | 3          | CI              | 2               | 0               | UECL               | 7                  | 1                  | SI          | -           | -           | 24     | 4      |
| 2024-feb. 2025     | Como               | A                  | 18         | 2          | CI              | 1               | 0               | -                  | -                  | -                  | -           | -           | -           | 19     | 2      |
| feb.-giu 2025      | Benfica            | PL                 | 14         | 3          | CP+CdL          | 4+0             | 1               | UCL                | 4                  | 0                  | Cmc         | 2           | 0           | 24     | 4      |
| Totale carriera    | Totale carriera    | Totale carriera    | 424        | 141        |                 | 29              | 9               |                    | 37                 | 13                 |             | 2           | 0           | 493    | 163    |

### Cronologia presenze e reti in nazionale
| Cronologia completa delle presenze e delle reti in nazionale ― Italia | Cronologia completa delle presenze e delle reti in nazionale ― Italia | Cronologia completa delle presenze e delle reti in nazionale ― Italia | Cronologia completa delle presenze e delle reti in nazionale ― Italia | Cronologia completa delle presenze e delle reti in nazionale ― Italia | Cronologia completa delle presenze e delle reti in nazionale ― Italia | Cronologia completa delle presenze e delle reti in nazionale ― Italia | Cronologia completa delle presenze e delle reti in nazionale ― Italia |
| Data                                                                  | Città                                                                 | In casa                                                               | Risultato                                                             | Ospiti                                                                | Competizione                                                          | Reti                                                                  | Note                                                                  |
| --------------------------------------------------------------------- | --------------------------------------------------------------------- | --------------------------------------------------------------------- | --------------------------------------------------------------------- | --------------------------------------------------------------------- | --------------------------------------------------------------------- | --------------------------------------------------------------------- | --------------------------------------------------------------------- |
| 1-9-2016                                                              | Bari                                                                  | Italia                                                                | 1 – 3                                                                 | Francia                                                               | Amichevole                                                            | -                                                                     | 75’ 90+2’                                                             |
| 6-10-2016                                                             | Torino                                                                | Italia                                                                | 1 – 1                                                                 | Spagna                                                                | Qual. Mondiali 2018                                                   | -                                                                     | 76’                                                                   |
| 9-10-2016                                                             | Skopje                                                                | Macedonia                                                             | 2 – 3                                                                 | Italia                                                                | Qual. Mondiali 2018                                                   | 1                                                                     | 83’                                                                   |
| 12-11-2016                                                            | Vaduz                                                                 | Liechtenstein                                                         | 0 – 4                                                                 | Italia                                                                | Qual. Mondiali 2018                                                   | 2                                                                     |                                                                       |
| 15-11-2016                                                            | Milano                                                                | Italia                                                                | 0 – 0                                                                 | Germania                                                              | Amichevole                                                            | -                                                                     | 88’                                                                   |
| 24-3-2017                                                             | Palermo                                                               | Italia                                                                | 2 – 0                                                                 | Albania                                                               | Qual. Mondiali 2018                                                   | -                                                                     |                                                                       |
| 28-3-2017                                                             | Amsterdam                                                             | Paesi Bassi                                                           | 1 – 2                                                                 | Italia                                                                | Amichevole                                                            | -                                                                     | 53’                                                                   |
| 7-6-2017                                                              | Nizza                                                                 | Italia                                                                | 3 – 0                                                                 | Uruguay                                                               | Amichevole                                                            | -                                                                     | 46’                                                                   |
| 11-6-2017                                                             | Udine                                                                 | Italia                                                                | 5 – 0                                                                 | Liechtenstein                                                         | Qual. Mondiali 2018                                                   | 1                                                                     | 75’                                                                   |
| 2-9-2017                                                              | Madrid                                                                | Spagna                                                                | 3 – 0                                                                 | Italia                                                                | Qual. Mondiali 2018                                                   | -                                                                     | 70’                                                                   |
| 5-9-2017                                                              | Reggio Emilia                                                         | Italia                                                                | 1 – 0                                                                 | Israele                                                               | Qual. Mondiali 2018                                                   | -                                                                     |                                                                       |
| 10-11-2017                                                            | Solna                                                                 | Svezia                                                                | 1 – 0                                                                 | Italia                                                                | Qual. Mondiali 2018                                                   | -                                                                     | 65’                                                                   |
| 13-11-2017                                                            | Milano                                                                | Italia                                                                | 0 – 0                                                                 | Svezia                                                                | Qual. Mondiali 2018                                                   | -                                                                     | 63’                                                                   |
| 23-3-2018                                                             | Manchester                                                            | Argentina                                                             | 2 – 0                                                                 | Italia                                                                | Amichevole                                                            | -                                                                     | 86’                                                                   |
| 27-3-2018                                                             | Londra                                                                | Inghilterra                                                           | 1 – 1                                                                 | Italia                                                                | Amichevole                                                            | -                                                                     | 64’                                                                   |
| 28-5-2018                                                             | San Gallo                                                             | Italia                                                                | 2 – 1                                                                 | Arabia Saudita                                                        | Amichevole                                                            | 1                                                                     | 58’                                                                   |
| 1-6-2018                                                              | Nizza                                                                 | Francia                                                               | 3 – 1                                                                 | Italia                                                                | Amichevole                                                            | -                                                                     | 86’                                                                   |
| 4-6-2018                                                              | Torino                                                                | Italia                                                                | 1 – 1                                                                 | Paesi Bassi                                                           | Amichevole                                                            | -                                                                     | 63’                                                                   |
| 7-9-2018                                                              | Bologna                                                               | Italia                                                                | 1 – 1                                                                 | Polonia                                                               | UEFA Nations League 2018-2019 - 1º turno                              | -                                                                     | 61’                                                                   |
| 10-9-2018                                                             | Lisbona                                                               | Portogallo                                                            | 1 – 0                                                                 | Italia                                                                | UEFA Nations League 2018-2019 - 1º turno                              | -                                                                     | 79’                                                                   |
| 8-6-2019                                                              | Atene                                                                 | Grecia                                                                | 0 – 3                                                                 | Italia                                                                | Qual. Euro 2020                                                       | -                                                                     | 83’                                                                   |
| 11-6-2019                                                             | Torino                                                                | Italia                                                                | 2 – 1                                                                 | Bosnia ed Erzegovina                                                  | Qual. Euro 2020                                                       | -                                                                     | 80’                                                                   |
| 5-9-2019                                                              | Erevan                                                                | Armenia                                                               | 1 – 3                                                                 | Italia                                                                | Qual. Euro 2020                                                       | 1                                                                     |                                                                       |
| 8-9-2019                                                              | Tampere                                                               | Finlandia                                                             | 1 – 2                                                                 | Italia                                                                | Qual. Euro 2020                                                       | -                                                                     | 76’                                                                   |
| 12-10-2019                                                            | Roma                                                                  | Italia                                                                | 2 – 0                                                                 | Grecia                                                                | Qual. Euro 2020                                                       | -                                                                     | 80’                                                                   |
| 15-10-2019                                                            | Vaduz                                                                 | Liechtenstein                                                         | 0 – 5                                                                 | Italia                                                                | Qual. Euro 2020                                                       | 2                                                                     |                                                                       |
| 15-11-2019                                                            | Zenica                                                                | Bosnia ed Erzegovina                                                  | 0 – 3                                                                 | Italia                                                                | Qual. Euro 2020                                                       | 1                                                                     |                                                                       |
| 4-9-2020                                                              | Firenze                                                               | Italia                                                                | 1 – 1                                                                 | Bosnia ed Erzegovina                                                  | UEFA Nations League 2020-2021 - 1º turno                              | -                                                                     | 65’ 73’                                                               |
| 11-10-2020                                                            | Danzica                                                               | Polonia                                                               | 0 – 0                                                                 | Italia                                                                | UEFA Nations League 2020-2021 - 1º turno                              | -                                                                     | 78’ 83’                                                               |
| 15-11-2020                                                            | Reggio Emilia                                                         | Italia                                                                | 2 – 0                                                                 | Polonia                                                               | UEFA Nations League 2020-2021 - 1º turno                              | -                                                                     | 79’                                                                   |
| 18-11-2020                                                            | Sarajevo                                                              | Bosnia ed Erzegovina                                                  | 0 – 2                                                                 | Italia                                                                | UEFA Nations League 2020-2021 - 1º turno                              | 1                                                                     | 82’                                                                   |
| 28-3-2021                                                             | Sofia                                                                 | Bulgaria                                                              | 0 – 2                                                                 | Italia                                                                | Qual. Mondiali 2022                                                   | 1                                                                     | 75’                                                                   |
| 28-5-2021                                                             | Cagliari                                                              | Italia                                                                | 7 – 0                                                                 | San Marino                                                            | Amichevole                                                            | 1                                                                     | 62’                                                                   |
| 11-6-2021                                                             | Roma                                                                  | Turchia                                                               | 0 – 3                                                                 | Italia                                                                | Euro 2020 - 1º turno                                                  | -                                                                     | 81’                                                                   |
| 20-6-2021                                                             | Roma                                                                  | Italia                                                                | 1 – 0                                                                 | Galles                                                                | Euro 2020 - 1º turno                                                  | -                                                                     |                                                                       |
| 26-6-2021                                                             | Londra                                                                | Italia                                                                | 2 – 1 dts                                                             | Austria                                                               | Euro 2020 - Ottavi di finale                                          | -                                                                     | 84’                                                                   |
| 2-7-2021                                                              | Monaco di Baviera                                                     | Belgio                                                                | 1 – 2                                                                 | Italia                                                                | Euro 2020 - Quarti di finale                                          | -                                                                     | 74’                                                                   |
| 6-7-2021                                                              | Londra                                                                | Italia                                                                | 1 – 1 dts (4 – 2 dtr)                                                 | Spagna                                                                | Euro 2020 - Semifinale                                                | -                                                                     | 85’                                                                   |
| 11-7-2021                                                             | Londra                                                                | Italia                                                                | 1 – 1 dts (3 – 2 dtr)                                                 | Inghilterra                                                           | Euro 2020 - Finale                                                    | -                                                                     | 91’                                                                   |
| 12-11-2021                                                            | Roma                                                                  | Italia                                                                | 1 – 1                                                                 | Svizzera                                                              | Qual. Mondiali 2022                                                   | -                                                                     | 58’                                                                   |
| 15-11-2021                                                            | Belfast                                                               | Irlanda del Nord                                                      | 0 – 0                                                                 | Italia                                                                | Qual. Mondiali 2022                                                   | -                                                                     | 64’                                                                   |
| 29-3-2022                                                             | Konya                                                                 | Turchia                                                               | 2 – 3                                                                 | Italia                                                                | Amichevole                                                            | -                                                                     | 88’                                                                   |
| 1-6-2022                                                              | Londra                                                                | Italia                                                                | 0 – 3                                                                 | Argentina                                                             | Coppa dei Campioni CONMEBOL-UEFA 2022                                 | -                                                                     | 46’                                                                   |
| 7-6-2022                                                              | Cesena                                                                | Italia                                                                | 2 – 1                                                                 | Ungheria                                                              | UEFA Nations League 2022-2023 - 1º turno                              | -                                                                     | 75’                                                                   |
| Totale                                                                |                                                                       | Presenze                                                              | 44                                                                    |                                                                       | Reti                                                                  | 12                                                                    |                                                                       |

| Cronologia completa delle presenze e delle reti in nazionale ― Italia under 21 | Cronologia completa delle presenze e delle reti in nazionale ― Italia under 21 | Cronologia completa delle presenze e delle reti in nazionale ― Italia under 21 | Cronologia completa delle presenze e delle reti in nazionale ― Italia under 21 | Cronologia completa delle presenze e delle reti in nazionale ― Italia under 21 | Cronologia completa delle presenze e delle reti in nazionale ― Italia under 21 | Cronologia completa delle presenze e delle reti in nazionale ― Italia under 21 | Cronologia completa delle presenze e delle reti in nazionale ― Italia under 21 |
| Data                                                                           | Città                                                                          | In casa                                                                        | Risultato                                                                      | Ospiti                                                                         | Competizione                                                                   | Reti                                                                           | Note                                                                           |
| ------------------------------------------------------------------------------ | ------------------------------------------------------------------------------ | ------------------------------------------------------------------------------ | ------------------------------------------------------------------------------ | ------------------------------------------------------------------------------ | ------------------------------------------------------------------------------ | ------------------------------------------------------------------------------ | ------------------------------------------------------------------------------ |
| 14-8-2013                                                                      | Senec                                                                          | Slovacchia under 21                                                            | 1 – 4                                                                          | Italia under 21                                                                | Amichevole                                                                     | 1                                                                              |                                                                                |
| 5-9-2013                                                                       | Rieti                                                                          | Italia under 21                                                                | 1 – 3                                                                          | Belgio under 21                                                                | Qual. Europeo Under-21 2015                                                    | -                                                                              |                                                                                |
| 9-9-2013                                                                       | Nicosia                                                                        | Cipro under 21                                                                 | 0 – 2                                                                          | Italia under 21                                                                | Qual. Europeo Under-21 2015                                                    | -                                                                              |                                                                                |
| 15-10-2013                                                                     | Genk                                                                           | Belgio under 21                                                                | 0 – 1                                                                          | Italia under 21                                                                | Qual. Europeo Under-21 2015                                                    | -                                                                              |                                                                                |
| 14-11-2013                                                                     | Reggio Emilia                                                                  | Italia under 21                                                                | 3 – 0                                                                          | Irlanda del Nord under 21                                                      | Qual. Europeo Under-21 2015                                                    | 1                                                                              |                                                                                |
| 19-11-2013                                                                     | Gornji Milanovac                                                               | Serbia under 21                                                                | 1 – 0                                                                          | Italia under 21                                                                | Qual. Europeo Under-21 2015                                                    | -                                                                              |                                                                                |
| 4-6-2014                                                                       | Castel di Sangro                                                               | Italia under 21                                                                | 4 – 0                                                                          | Montenegro under 21                                                            | Amichevole                                                                     | 1                                                                              |                                                                                |
| 13-8-2014                                                                      | Ploiești                                                                       | Romania under 21                                                               | 2 – 1                                                                          | Italia under 21                                                                | Amichevole                                                                     | -                                                                              | 77’                                                                            |
| 5-9-2014                                                                       | Pescara                                                                        | Italia under 21                                                                | 3 – 2                                                                          | Serbia under 21                                                                | Qual. Europeo Under-21 2015                                                    | 2                                                                              |                                                                                |
| 9-9-2014                                                                       | Castel di Sangro                                                               | Italia under 21                                                                | 7 – 1                                                                          | Cipro under 21                                                                 | Qual. Europeo Under-21 2015                                                    | 1                                                                              | 64’                                                                            |
| 10-10-2014                                                                     | Zlaté Moravce                                                                  | Slovacchia under 21                                                            | 1 – 1                                                                          | Italia under 21                                                                | Qual. Europeo Under-21 2015                                                    | 1                                                                              | 88’                                                                            |
| 14-10-2014                                                                     | Reggio Emilia                                                                  | Italia under 21                                                                | 3 – 1                                                                          | Slovacchia under 21                                                            | Qual. Europeo Under-21 2015                                                    | 1                                                                              | 77’                                                                            |
| 17-11-2014                                                                     | Matera                                                                         | Italia under 21                                                                | 0 – 1                                                                          | Danimarca under 21                                                             | Amichevole                                                                     | -                                                                              | 84’                                                                            |
| 27-3-2015                                                                      | Paderborn                                                                      | Germania under 21                                                              | 2 – 2                                                                          | Italia under 21                                                                | Amichevole                                                                     | -                                                                              | 62’                                                                            |
| 30-3-2015                                                                      | Benevento                                                                      | Italia under 21                                                                | 0 – 1                                                                          | Serbia under 21                                                                | Amichevole                                                                     | -                                                                              | 55’                                                                            |
| 18-6-2015                                                                      | Olomouc                                                                        | Italia under 21                                                                | 1 – 2                                                                          | Svezia under 21                                                                | Europeo Under-21 2015 - 1º turno                                               | -                                                                              | 78’                                                                            |
| 21-6-2015                                                                      | Uherské Hradiště                                                               | Italia under 21                                                                | 0 – 0                                                                          | Portogallo under 21                                                            | Europeo Under-21 2015 - 1º turno                                               | -                                                                              | 85’                                                                            |
| 24-6-2015                                                                      | Olomouc                                                                        | Inghilterra under 21                                                           | 1 – 3                                                                          | Italia under 21                                                                | Europeo Under-21 2015 - 1º turno                                               | 1                                                                              |                                                                                |
| Totale                                                                         |                                                                                | Presenze                                                                       | 18                                                                             |                                                                                | Reti                                                                           | 9                                                                              |                                                                                |

## Palmarès

### Club
- Campionato italiano di Serie B: 1

Palermo: 2013-2014

### Nazionale
- Campionato d'Europa: 1

Europa 2020

### Individuale
- Pallone d'argento: 1

2017
- Premio Prisco: 1

2017
- Gazzetta Sports Awards: 1

Categoria Performance: 2017
- Premio Nazionale Carriera Esemplare "Gaetano Scirea": 1

2020